# Antirrhinum sempervirens
Antirrhinum sempervirens är en grobladsväxtart. Antirrhinum sempervirens ingår i släktet lejongapssläktet, och familjen grobladsväxter.

## Underarter
Arten delas in i följande underarter:
- A. s. densiflorum
- A. s. sempervirens